# Ládví (přírodní památka)
Ládví je přírodní památka na území hlavního města Prahy. Důvodem ochrany jsou geologické profily v opuštěném buližníkovém lomu se zachovalými usazeninami svrchnokřídového moře vzniklými v příbojové zóně. Přírodní památka Ládví byla vyhlášena 1. října 1982 jako jedna z nejlépe dochovaných ukázek činnosti příboje druhohorního moře na území ČR pyšnící se výskytem vzácných zkamenělin dírkovců.

Přírodní památka Ládví představuje lom na vrcholku buližníkového masivu, jež se nachází v centrální části lesoparku Ďáblický háj. Celková výměra plochy této přírodní památky činí 0,66 ha a k ní přilehlé ochranné pásmo rozšiřuje chráněné území o 9,08 ha.

## Popis území

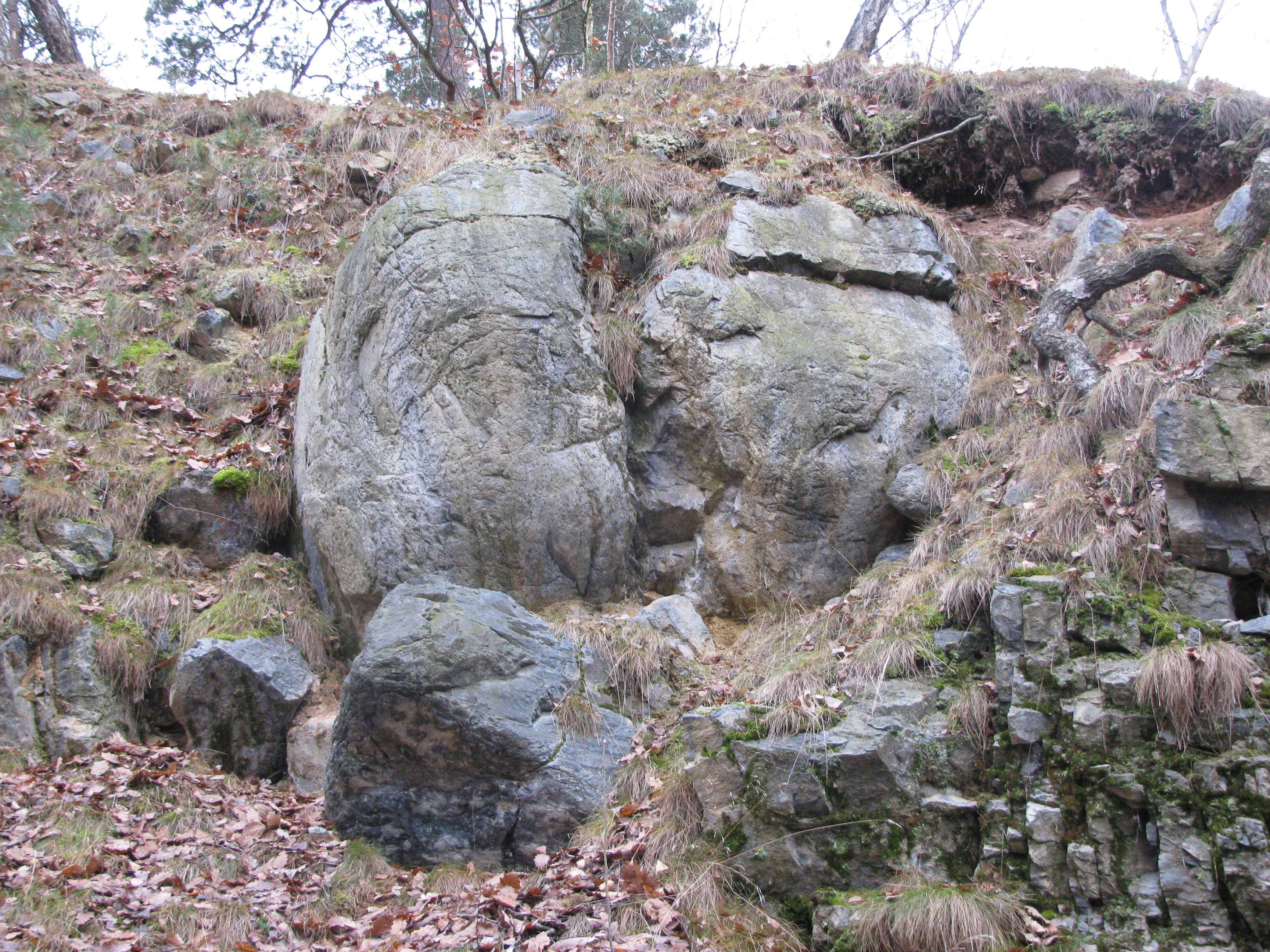
Předmětem ochrany PP Ládví je buližníkový lom s doklady působení druhohorního moře

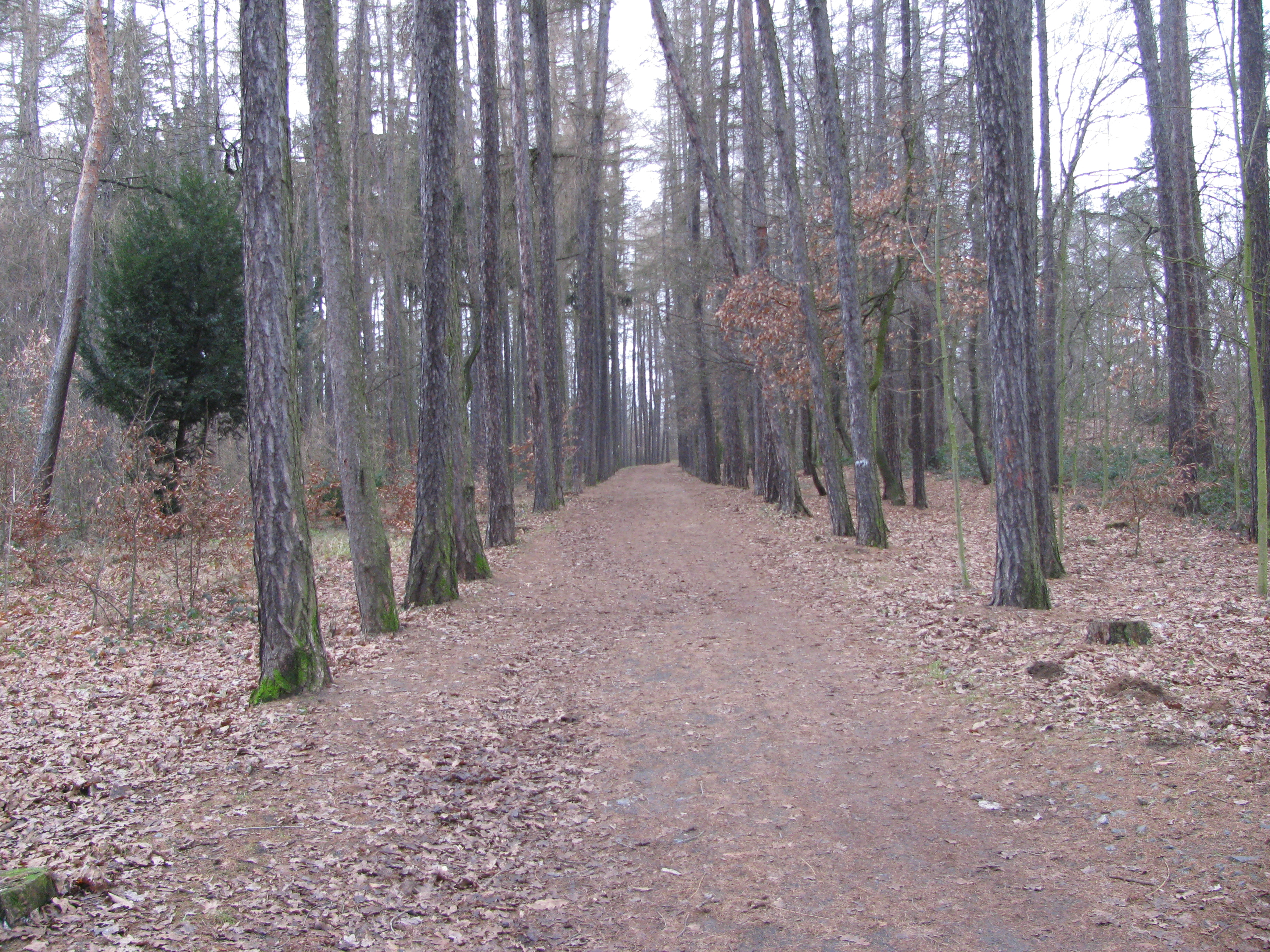
Lesopark je odpočinkovým místem pro lidi z širokého okolí

Přírodní památka Ládví je součástí severního svahu vrchu Ládví, který je tvořen odolnými proterozoickými horninami – buližníky. Území je součástí Zdibské plošiny v rámci Pražské plošiny, Brdská oblast, subprovincie Poberounská.
Toto území tvořilo v době před asi 98 milióny let ostrov, který byl bičován mořským příbojem. Tento velmi silný příboj vyhloubil svým intenzivním působením několik kapes, kde se usazovaly opracované valouny rozličných velikostí (od několika centimetrů po několik metrů). Dvě takové kapsy byly odhaleny těžbou potom, co byly na vrcholu Ládví založeny lomy na těžbu buližníků využívaných ke stavebním účelům a na výrobu štěrkopísku.. Buližníky jako surovina zde nebyly těženy poprvé. První stopy po těžbě pocházejí už z pravěku, kdy zdejší zásoby buližníků zřejmě využívali pravěcí lovci pro výrobu kamenných nástrojů.

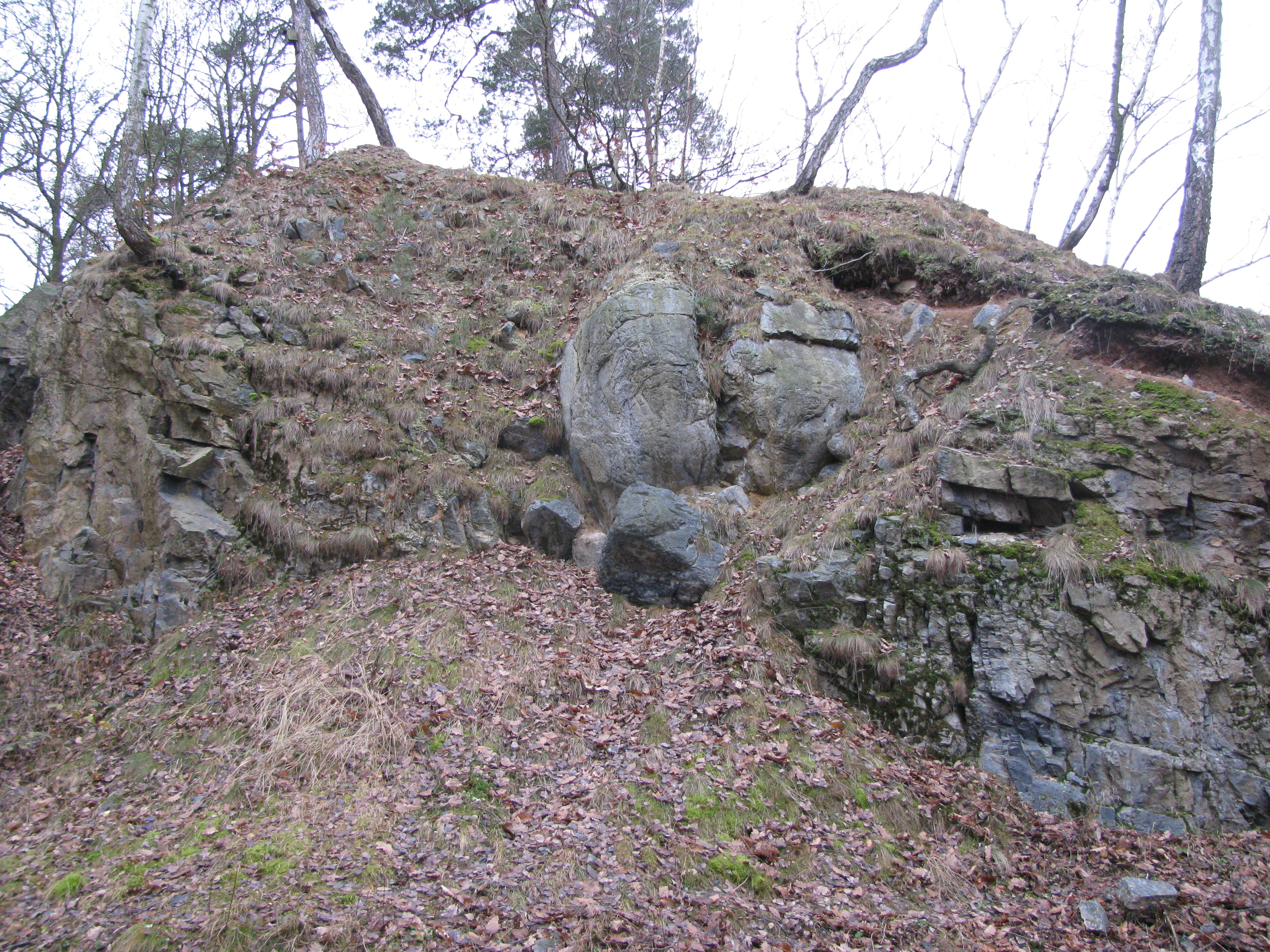
Silný mořský příboj vytvořil několik příbojových kapes

### Předmět ochrany
Hlavním cílem ochrany tohoto území je zachování jedinečného dokladu o činnosti druhohorního moře, jež ve stěnách lomu zanechalo dvě příbojové kapsy, vyplněné různě velkými valouny. Za pozornost stojí především kapsa v západní stěně, kde uvázl dvoumetrový hladce opracovaný balvan, což svědčí o obrovské síle tehdejšího příboje.
Spáry mezi balvany jsou vyplněny jílem, který vzácně skrývá zkameněliny jednobuněčných živočichů – dírkovců, kteří byli kdysi součástí planktonu zdejšího druhohorního moře. Celkem zde bylo nalezeno dvanáct druhů těchto mikroorganismů. Nutno podotknout, že deset druhů těchto mikroorganismů se nevyskytuje nikde jinde na světě. Co se týče dalších přírodních zajímavostí, není samotné území PP Ládví ničím výjimečné.

## Historie
Vrch Ládví není jen významnou geologickou oblastí. Jeho jedinečnost spočívá i v jeho spojení s vývojem osídlení pražského území pravěkými lidmi. První nálezy pocházejí z povrchových sběrů na počátku 20. století, pravděpodobně v souvislosti s otevřením povrchových lomů. Systematické výzkumy a hojnější nálezy probíhaly především v padesátých, šedesátých a sedmdesátých letech 20. století. V roce 1973 byl na vrchu Ládví proveden zjišťovací archeologický výzkum, jehož výsledkem byly především nálezy pozůstatků kamenných nástrojů ze středního paleolitu a neolitu.
Vrch Ládví se tak zařadil mezi nejvýznamnější naleziště středního paleolitu a představuje také jednu z mála lokalit dokazující osídlení Čech v době paleolitu.

## Přírodní podmínky

### Geologie
Hřbet vrchu Ládví je, stejně jako západněji ležící hřbety Čimického háje a Velké skály, tvořen buližníky (odborně silicity). Silicity vznikaly před více než 640 mil. let na dně předprvohorního moře postupným usazováním odumřelých mikroorganismů, které si rozpuštěný oxid křemičitý produkovaný podmořskou sopečnou činností, ukládaly do svých buněk. Postupem času se na dně tehdejšího moře vytvořily mocné sedimenty, které byly po ústupu moře horotvornými tlaky vyzdviženy a vytvořily tzv. kadomské pohoří. Vlivem erozní činnosti řek bylo ale toto pohoří snižováno a unášený materiál se ukládal v údolích a rozlehlých nížinách. Postupným zarovnáváním území došlo k obnažení buližníkových suků, které byly později znovu obklopeny mořem.
Během dalších stovek miliónů let došlo vlivem různých geologických pochodů k dalšímu střídání období transgrese, kdy byl vrch Ládví ukrytý pod hladinou moře, s obdobími regrese, kdy vyčníval vysoko nad okolní krajinou. Naposledy pak ovlivnilo podobu vrchu Ládví údobí čtvrtohor, kdy bylo území ČR pod vlivem působení pevninského ledovce. A to především prostřednictvím silného glaciálního větru, který zde unášením velkého množství prachu a jeho ukládáním vytvořil mohutné vrstvy spraší. Vrch Ládví prošel v geologické minulosti mnoha změnami a vzhledem k tomu, že ho tvoří velmi tvrdé buližníky, předpokládá se, že bude promlouvat do geologického vývoje Země ještě mnoho milionů let.
Tzv. Ďáblický háj, který se na vrchu Ládví rozkládá, představuje v současné době hojně navštěvovaný a lidmi z blízkého okolí vyhledávaný lesopark.

### Flora
Přestože les na vrchu Ládví prošel od doby prvního osídlení mnoha významnými změnami (kácení kvůli tvorbě ploch určených k zemědělství a pastvě, zakládání nových osad, rozvoji řemesel a výstavbě hutí a dolů, výsadba nepůvodních druhů), nikdy nepřestal existovat. Dnes je Ďáblický háj tvořen z velké části vysázenými porosty s převahou dubů, habrů, lip a dalších dřevin. Přestože je druhová skladba stromů ovlivněna výsadbou nepůvodních druhů, došlo v některých částech území k zachování lesních společenstev podobajících se původním přirozeným porostům. Mezi nejvýznamnější patří acidofilní společenstva výchozů buližníků v blízkosti vrcholu Ládví. Jako zástupce bikové doubravy převažuje dub zimní (Quercus petraea). Keřové patro na většině míst zcela chybí. Bylinné patro je zastoupeno především několika druhy trav (ostřice, tuřice, sítiny), jestřábníků a místy vřesem obecným (Caluna vulgaris).
Mezi další zajímavá společenstva složením se blížícím společenstvům původním patří černýšové dubohabřiny, jejichž stromové patro je nejhojněji zastoupeno dubem zimním (Quercus petraea) a habrem obecným (Carpinus betulus). Na některých místech se hojně vyskytuje lípa srdčitá (Tilia cordata). Keřové patro nejčastěji tvoří semenáčky uvedených druhů stromů. Bylinné patro je naopak velmi druhově bohaté. Mezi nejvýznamnější zástupce patří sasanka hajní (Anemone nemorosa), sasanka pryskyřníkovitá (Anemone ranunculoides), orsej jarní (Ficaria bulbifera), kokořík vonný (Polygonatum odoratum), hrachor jarní (Lathyrus vernus) a další. Na východním okraji vrchu Ládví přechází tato společenstva do uměle vysazených porostů s převahou lip a javorů. Zde můžeme na zastíněných místech najít chráněnou a ohroženou orchidej – okrotici bílou (Cephalanthera damasonium). Na březích četných tůněk se můžeme setkat s kosatcem žlutým (Iris pseudacorus), puškvorcem obecným (Acorus calamus) a bublinatkou jižní (Utricularia australis).
V okolí hvězdárny najdeme typická teplomilná společenstva, např. hvozdík kartouzek (Dianthus carthusianorum), máčka ladní (Eryngium campestre), rozchodník prudký (Sedum acre), kokrhel menší (Rhinanthus minor), mateřídouška vejčitá (Thymus pulegioides) a další.

### Fauna
Fauna Ďáblického háje je zastoupena mnoha běžnými i vzácnějšími druhy živočichů. Nejhojněji jsou zastoupeni ptáci. Vedle běžných druhů – sýkora koňadra (Parus major), sýkora modřinka (Parus caeruleus), kos černý (turdus merula), sojka obecná (Garrulus glandarius), zde můžeme spatřit i vzácnější druhy jako jsou brhlík lesní (Sita europaea), strakapoud velký (Dendrocopos major), žluna zelená (Picus viridis), kalous ušatý (Asio otus). Skupina savců je mnohem méně početná. Velmi hojnou populaci tvoří veverka obecná (Sciurus vulgaris) a setkat se zde můžeme také s ježkem západním (Erinaceus europaeus). Vzácně můžeme zahlídnout i velmi plachou lasici kolčavu (Mustela nivalis).
Zajímavými biotopy jsou malé, ale hluboké tůňky, mezi jejichž vzácné obyvatele patří čolek velký (Triturus cristatus) a hojnější čolek obecný (Triturus vulgaris). Zahlédnout je možné i užovku obojkovou (Natrix natrix).

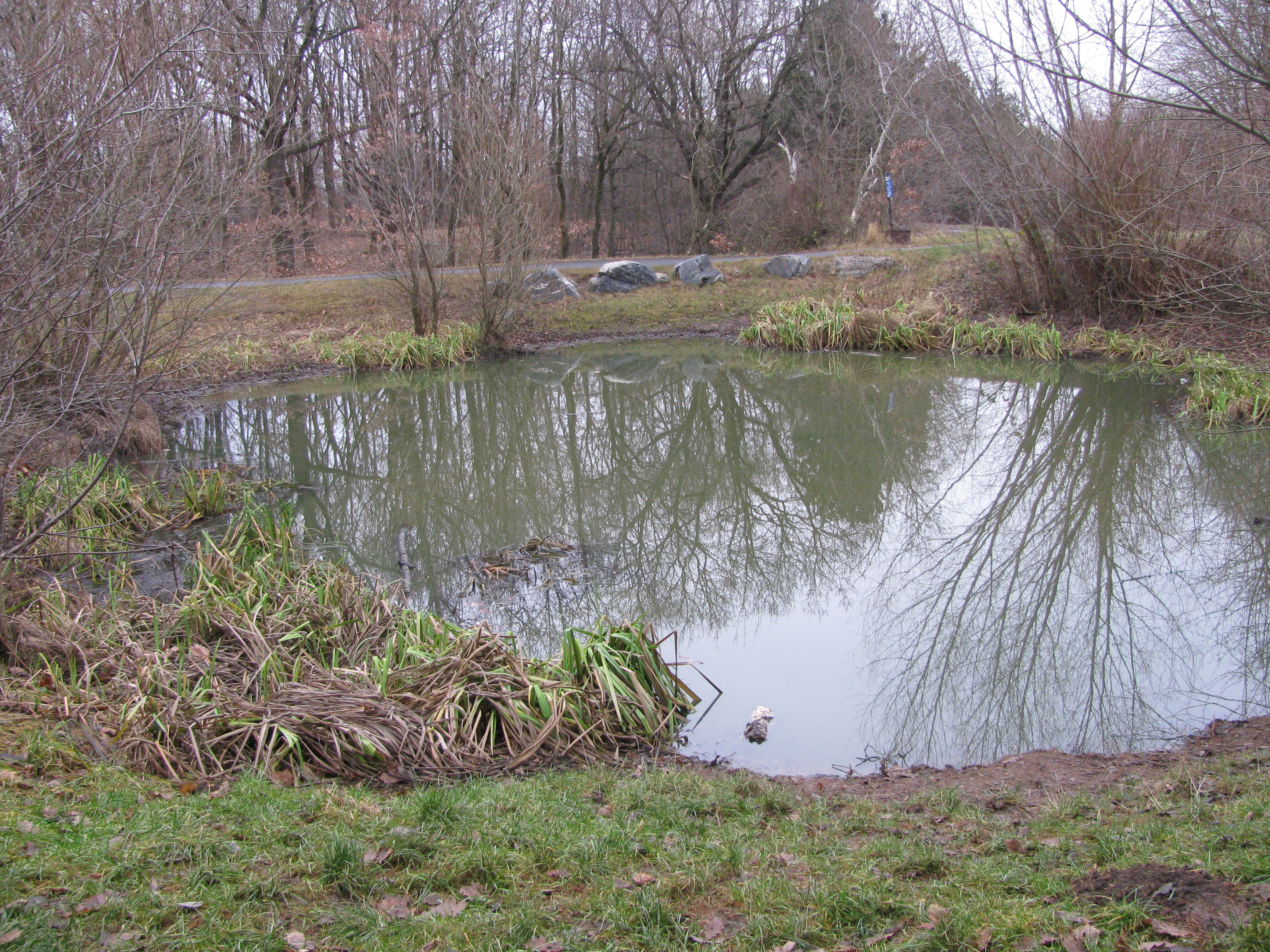
Zajímavými biotopy jsou hluboké tůňky

Z motýlů se tu můžeme setkat se zástupcem populace píďalkovitých – Lycia isabellae. Z dalších čeledí stojí za zmínku zástupci můrovitých, okáčovitých, babočkovitých a běláskovitých.

## Turistika
Ďáblickým hájem, ve kterém se PP Ládví nachází, vede z Čimického háje zelená turistická stezka  3108, na kterou navazuje značka žlutá. Milovníci cyklistiky si lesopark mohou pohodlně projet na kole. Pěší turisté jistě ocení řadu nainstalovaných laviček a altánků a rodiče s malými dětmi potěší několik dětských hřišť. Lesopark Ďáblický háj, včetně nedalekého Čimického háje, je významným rekreačním areálem nejen pro přilehlé sídliště, ale stává se místem odpočinku lidí z celého širokého okolí.